# Cäcilia Renata von Österreich

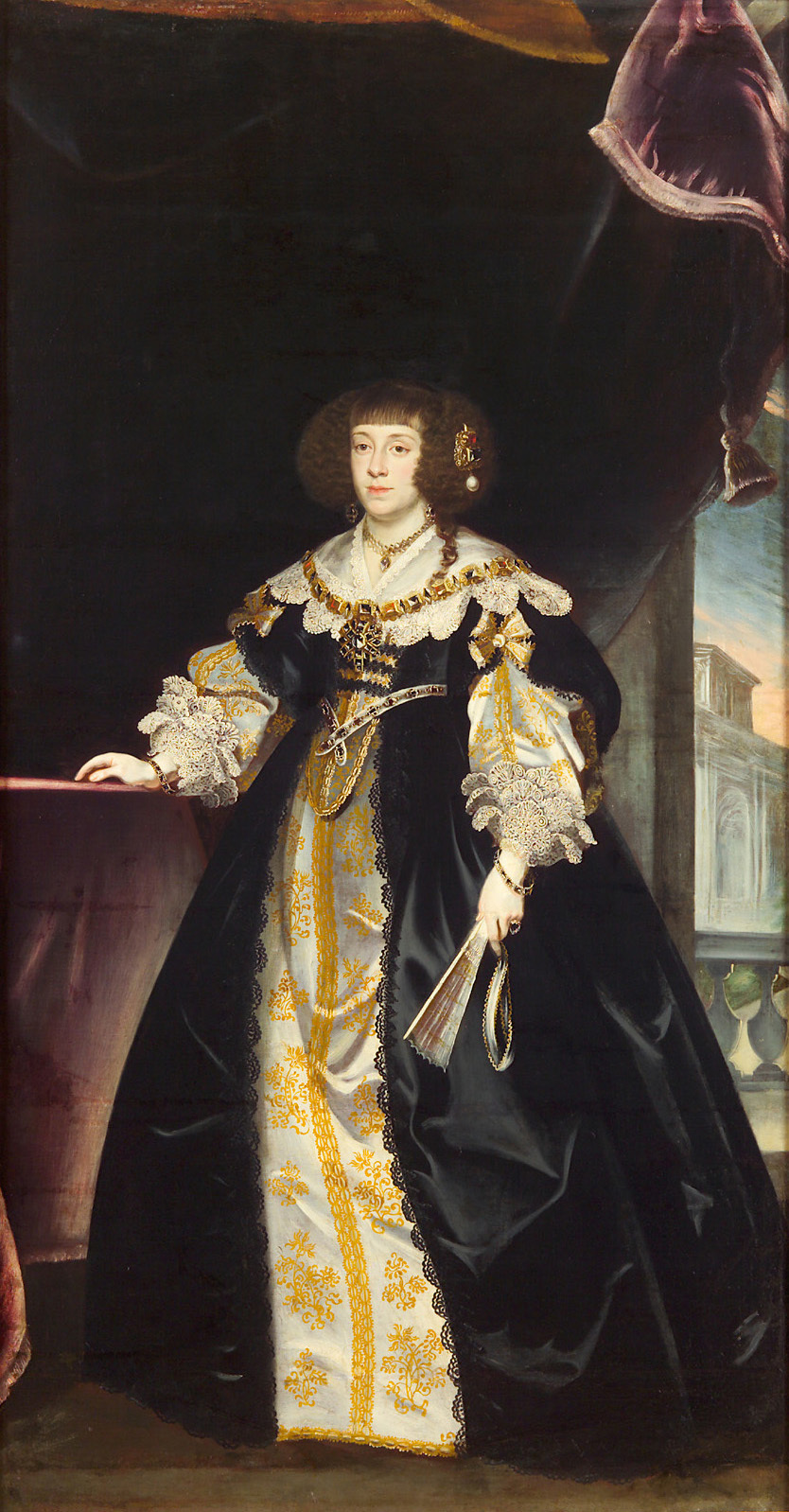
Frans Luycx – Erzherzogin Cäcilia Renata (1611–1644), Königin von Polen, Öl auf Leinwand, um 1640, Kunsthistorisches Museum, Wien

Cäcilia Renata von Österreich (* 16. Juli 1611 in Graz; † 24. März 1644 in Wilna) war eine Erzherzogin von Österreich und durch Heirat Königin von Polen sowie Großfürstin von Litauen.

## Leben
Cäcilia Renata war die jüngste Tochter des römisch-deutschen Kaisers Ferdinand II. (1578–1637) aus dessen Ehe mit Maria Anna (1574–1616), Tochter des Herzogs Wilhelm V. von Bayern. Die Prinzessin wurde in Graz von Jesuiten streng katholisch erzogen und galt als lebenslustig und intelligent.
Sie heiratete am 13. September 1637 in Krakau den polnischen König Władysław IV. Wasa (1595–1648), über dessen Mutter Anna von Österreich ihr Cousin ersten Grades. Der Ehevertrag wurde durch den Kaiser und den polnischen Großkanzler Jerzy Ossoliński bereits auf dem Regensburger Fürstentag verhandelt. Für die erfolgreiche Vermittlung der Ehevereinbarung wurde Ossolinski von Ferdinand II. zum Reichsfürsten erhoben, was aber die polnischen Stände nicht bestätigten.
Als Mitgift sollte Cäcilia Renata die Herzogtümer Oppeln und Ratibor erhalten, zudem sollten die noch ausstehenden Forderungen aus dem Brautschatz der beiden Gemahlinnen von Władysławs Vater beglichen werden. Wegen der mangelnden Popularität Österreichs in Polen wurde der Ehevertrag geheim gehalten, bis sich Władysławs 1637 vom Reichstag die freie Wahl seiner Gemahlin garantieren ließ. Der inzwischen seinem Vater gefolgte Ferdinand III., der Bruder Cäcilia Renatas, war allerdings nicht geneigt, die Mitgift wie vereinbart herauszugeben. Als Brautschatz erhielt Cäcilia Renata lediglich die Herrschaft Wittingau. Die Heirat per procurationem hatte bereits am 9. August 1637 in Wien stattgefunden, die Stelle des Bräutigams vertrat dessen Halbbruder Johann Kasimir. Die eheliche Verbindung mit Polen hatte für Österreich erhebliche Bedeutung, Polen bot erheblichen Schutz gegenüber Ungarn mit dem rebellischen Fürsten Rákóczi, und Władysław betrieb im Anschluss proösterreichische Politik.
Von ihrem Ehemann erhielt Cäcilia Renata einen Wagen zum Geschenk, der überreich mit Gold und Silber beschlagen war. Ansonsten zeigte der König nicht viel Sympathie für seine Frau und machte ihr das Leben am Krakauer Hof nicht leicht.
Cäcilia Renata starb 32-jährig im Kindbett bei der Totgeburt ihres dritten Kindes, im Palast der Großfürsten von Litauen in Wilna und wurde in der Krypta der Wawel-Kathedrale in Krakau beigesetzt. Bei seinem Besuch in Krakau stiftete Kaiser Franz Joseph I. Geld für die Renovierung ihres Sarges.

## Nachkommen
Aus ihrer Ehe gingen zwei Kinder hervor, die jedoch beide das Erwachsenenalter nicht erreichten:
- Sigmund Kasimir (1640–1647)
- Maria Anna Isabella (*/† 1642)